# Anolis laeviventris
El anolis blanco (Anolis laeviventris) es una especie de lagarto que pertenece a la familia Dactyloidae. Es nativo de México, Guatemala, El Salvador, Honduras, Nicaragua, Costa Rica, y Panamá. Su rango altitudinal oscila entre 1150 y 1900 m s. n. m..